# 1968 في المملكة المتحدة
فيما يلي قوائم الأحداث التي وقعت خلال عام 1968 في المملكة المتحدة.

## سياسة

### تعيين في المنصب
- 16 مارس – مايكل ستيوارت وزير الدولة للشؤون الخارجية وشؤون الكومنولث [الإنجليزية]‏.
- 1 نوفمبر – ريتشارد كروسمان Secretary of State for Social Services [الإنجليزية]‏.

### انتهاء فترة المنصب
- 6 أبريل – مايكل ستيوارت سكرتير الدولة الأول.
- 21 أبريل – إينوك باول وزير ظل الدولة لشؤون الدفاع [الإنجليزية]‏.

## رياضة
- 1 يناير – بطولة ويمبلدون 1968
- 20 يوليو – جائزة بريطانيا الكبرى 1968 الفائز جوزيف سيفرت.

## ظهور
- 1 يناير – تايم آوت
- 1 يناير – حفلة الهالووين رواية من تأليف أجاثا كريستي.
- 1 يناير – ديب بيربل
- 1 يناير – لد زبلين فرقة روك بريطانية.
- 1 يناير – موسيقى الأمبينت
- 1 يناير – موسيقى الميتال

## أفلام
من الأفلام التي صدرت هذه السنة في المملكة المتحدة:
- 1 يناير – الأسد في الشتاء من إخراج أنثوني هارفي.
- 1 يناير – روميو وجولييت من إخراج فرانكو زافاريلي.
- 1 يناير – طائر الرعد 6 من إخراج دايفيد لين [الإنجليزية]‏.
- 2 أبريل – ملحمة الفضاء من إخراج ستانلي كوبريك.[1]
- 17 ديسمبر – أوليفر! من إخراج كارول ريد.[2]

## برامج ومسلسلات وأنمي
- جيش الآباء

## كتب
من الكتب التي صدرت هذه السنة في المملكة المتحدة:
- 1 يناير – 2001: أوديسة الفضاء من تأليف آرثر سي كلارك.
- 1 يناير – طريقة الصوفي من تأليف إدريس شاه.
- 1 نوفمبر – وخز الأصابع من تأليف أجاثا كريستي.

## مواليد
- توم هوجكينسون، كاتب بريطاني.

### يناير
- 1 يناير – آبي مورغان[3]
- 1 يناير – إيما توماس منتجة أفلام بريطانية.
- 1 يناير – بيتر ويبر[4]
- 1 يناير – جوش لاسي كاتب بريطاني.[5]
- 1 يناير – معظم بيك[6]
- 12 يناير – هيذر ميلز[7]
- 16 يناير – اتيكوس روس[8]
- 31 يناير – جون كولينز لاعب كرة قدم اسكتلندي.

### فبراير
- 11 فبراير – غاري ثورنهيل
- 20 فبراير – كليفورد فيكتور جونسون فيزيائي بريطاني.

### مارس
- 2 مارس – دانيال كريغ ممثل إنجليزي.[9]
- 3 مارس – براين كوكس[10]
- 9 مارس – ماجي أدرين-بوكوك
- 14 مارس – جيمس فرين[11]
- 18 مارس – تامر حسن[12]
- 20 مارس – بول ميرسون لاعب ومدرب كرة قدم إنجليزي.[13]
- 21 مارس – جريج إليس ممثل إنجليزي.[14]
- 21 مارس – داليان أتكينسون لاعب كرة قدم إنجليزي.[15]

### أبريل
- 13 أبريل – أندرو بليفان ممثل بريطاني.
- 17 أبريل – ريتشي ودهول ملاكم من المملكة المتحدة.
- 21 أبريل – سكوت وولش

### مايو
- 9 مايو – رث كيلي[16]
- 10 مايو – ويليام ريغال مصارع محترف من المملكة المتحدة.
- 12 مايو – كاثرين تيت[17]

### يونيو
- 1 يونيو – سوسان جونز سياسية بريطانية.
- 22 يونيو – كينغسلي بلاك لاعب كرة قدم أيرلندي شمالي.[18]

### يوليو
- 6 يوليو – مي بدر صحفية من المملكة المتحدة.
- 18 يوليو – جوناثان غولد لاعب كرة قدم اسكتلندي.
- 22 يوليو – آلان كوكس[19]
- 26 يوليو – أوليفيا ويليامز[20]

### أغسطس
- 1 أغسطس – مارك موريس لاعب كرة قدم بريطاني.
- 5 أغسطس – كولين ماكراي[21]
- 11 أغسطس – آلان كيلي الابن لاعب كرة قدم أيرلندي.[22]
- 11 أغسطس – صوفي أوكونيدو ممثلة بريطانية.[23]
- 14 أغسطس – كاثرين بيل ممثلة بريطانية.
- 17 أغسطس – هيلين ماكروري ممثلة بريطانية.[24]
- 21 أغسطس – لورا تريفليان صحفية بريطانية.
- 26 أغسطس – كريس بوردمان
- 28 أغسطس – بيلي بويد[25]
- 31 أغسطس – ديريك وايت لاعب كرة قدم اسكتلندي.[26]

### سبتمبر
- 10 سبتمبر – غاي ريتشي صانع أفلام إنجليزي.[27]
- 11 سبتمبر – ريتشارد شو[28]
- 17 سبتمبر – أندي بوتر لاعب ومدرب كرة قدم إنجليزي.[29]
- 17 سبتمبر – ماري شانتال ولية عهد اليونان[30]
- 28 سبتمبر – نعومي واتس ممثلة بريطانية.[31]
- 29 سبتمبر – لوك غوس

### أكتوبر
- 2 أكتوبر – فيل غراي[32]
- 4 أكتوبر – بيفرلي أليت
- 7 أكتوبر – توم يورك[33]
- 17 أكتوبر – دايفيد روبرتسون
- 29 أكتوبر – مارفن جونسون لاعب كرة قدم من المملكة المتحدة.[34]

### نوفمبر
- 1 نوفمبر – مات إليوت لاعب كرة قدم اسكتلندي.[35]
- 17 نوفمبر – سالي آن جونز

### ديسمبر
- 2 ديسمبر – ديفيد باتي لاعب كرة قدم إنجليزي.[36]
- 6 ديسمبر – جاستن تشادويك
- 13 ديسمبر – ستيف روبنسون ملاكم من المملكة المتحدة.
- 15 ديسمبر – كولن ستارجس درّاج طريق من المملكة المتحدة.
- 18 ديسمبر – جيمس ميللر

## وفيات

### يناير
- 1 يناير – دوروثي هولمان (مواليد 1883) لاعبة كرة مضرب بريطانية.
- 1 يناير – هاري أبوت (مواليد 1895) لاعب كرة قدم.

### فبراير
- 15 فبراير – جورج كيمبتون (مواليد 1887) لاعب ومدرب كرة قدم إنجليزي.

### مارس
- 21 مارس – جون موسلي تيرنر (مواليد 1856)

### أبريل
- 7 أبريل – جيم كلارك (مواليد 1936)[37]

### مايو
- 7 مايو – مايك سبنس (مواليد 1936)
- 29 مايو – ستيوارت منزيس (مواليد 1890) ضابط استخبارات من المملكة المتحدة.[38]

### يونيو
- 12 يونيو – هربرت ريد (مواليد 1893)[39]

### يوليو
- 23 يوليو – هنري ديل (مواليد 1875)[40]

### أغسطس
- 31 أغسطس – جون هارتل (مواليد 1933) متسابق دراجات نارية من المملكة المتحدة.

### سبتمبر
- 29 سبتمبر – باولو رادميلوفيتش (مواليد 1886)

### نوفمبر
- 28 نوفمبر – إنيد بليتون (مواليد 1897) كاتب بريطاني.[41]
- 30 نوفمبر – تشارلز هنري بارتليت (مواليد 1885) درّاج طريق من المملكة المتحدة.

### ديسمبر
- 18 ديسمبر – دوروثي غارود (مواليد 1892)[42]
- 27 ديسمبر – ادموند كليفتون ستونر (مواليد 1899) فيزيائي بريطاني.[43]